# Rivière Bellerive
Pour les articles homonymes, voir Bellerive.
La rivière Bellerive est un affluent du lac Dandurand, coulant au nord du fleuve Saint-Laurent, dans les cantons de Suzor, de Lamy, de Letondal et de Dandurand, dans le secteur de Parent de la ville de La Tuque, dans la région administrative de la Mauricie, au Québec, au Canada.
Ce cours d’eau coule entièrement dans une petite vallée en zone forestière. Cette zone est sans villégiature. Le cours de la rivière traverses les lacs Choquette, Bellerive et Boucher. Le chemin de fer du Canadien National coupe la zone de marais dans la partie inférieure de la rivière.
La surface de la rivière Bellerive est généralement gelée du début décembre jusqu’en début avril.

## Géographie
La rivière Bellerive prend sa source à l’embouchure du lac d’Arsin (longueur : 0,7 km ; altitude : 487 m), dans le canton de Suzor, dans la ville de La Tuque.
L’embouchure du lac d’Arsin est située à 16,4 km au sud-est de la confluence de la rivière Bellerive, à 141 km au nord-ouest du centre-ville de La Tuque et à 17 km au nord-est du centre du village de Parent.
À partir de l’embouchure du lac d’Arsin, la rivière Bellerive coule sur 24,5 km, selon les segments suivants :
- 2,0 km vers le nord-est en traversant un lac sans nom (longueur : 0,8 km ; altitude : 485 m), puis vers le sud-est en traversant le lac Choquette (longueur : 0,4 km ; altitude : 484 m), jusqu’à la rive est du lac Mauser ;
- 4,5 km vers le sud-ouest, jusqu’à la rive nord-est du lac Bellerive ;
- 3,1 km vers le sud-ouest, en traversant le lac Bellerive (altitude : 466 m) sur sa pleine longueur, lequel chevauche la limite des cantons de Suzor et de Lamy ;
- 7,6 km vers le sud, en traversant le lac Boucher (altitude : 427 m) sur sa pleine longueur, lequel chevauche la limite des cantons de Lamy et de Dandurand, jusqu’à son embouchure ;
- 3,9 km vers le sud-ouest, en chevauchant la limite des cantons de Letondal et de Dandurand, jusqu’à la décharge du lac Faessler (venant de l’est) ; *3,4 km vers le sud-est en zone de marais, en coupant le chemin ferroviaire du Canadien National en début de segment, jusqu’à la confluence de la rivière[2].

La rivière Bellerive se déverse sur la rive est d’une baie du lac Dandurand. Cette confluence est située du Côté Sud du chemin de fer à :
- 13,4 km au sud-est du centre du village de Parent ;
- 52,5 km à l'ouest du centre du village de Weymontachie ;
- 138 km au nord-ouest du centre-ville de La Tuque.

## Toponymie
Le toponyme rivière Bellerive a été officialisé le 5 décembre 1968 à la Commission de toponymie du Québec.